# Badroudine Saïd Abdallah
Badroudine Saïd Abdallah, né le 3 septembre 1992 à Nairobi (Kenya), est un écrivain, journaliste et réalisateur franco-comorien.

## Biographie
Badroudine Saïd Abdallah naît au Kenya, là ou vivaient ses parents d'origine comorienne. Il grandit à La Courneuve à la cité des 4000.
C'est en 2007, une fois entré au lycée, à Saint-Ouen, qu'il rencontre Mehdi Meklat. En 2008, il commence sa collaboration avec celui-ci en entrant au Bondy Blog, écrivant à quatre mains leurs chroniques sur la vie en banlieue. Le duo des Kids est né. Leur style choral leur permet d'être repéré par la journaliste Marie-Françoise Colombani et Pascale Clark, qui leur donne en 2010 une chronique radio dans son émission Comme on nous parle sur France Inter, devenu A'Live durant la saison 2014-2015. Sa collaboration avec France Inter s'achève en juin 2015.
Il débute au cinéma en participant en 2012 aux ateliers organisés par l'association 1000 Visages, et apparaît ainsi dans le court-métrage Le Commencement, puis en 2013 au moyen métrage Ghetto Child. Le 1er avril 2014 , il devient président de l'association 1000 Visages.
Il commence à collaborer, aux côtés de Mehdi Meklat, avec la chaine de télévision franco-allemande Arte pour la websérie en deux saisons Vie Rapide, de mars 2015 à février 2016. Puis ils réalisent ensemble le documentaire Quand il a fallu partir consacré à la barre Balzac de la cité des 4000 de La Courneuve, détruite pour insalubrité en 2011
Il a été à l'initiative de la manifestation « Banlieue is Beautiful » qui s'est tenue au Palais de Tokyo du 16 au 18 mai 2014.
En 2015, il publie son premier roman, Burn out, écrit avec Mehdi Meklat, qui raconte la vie et les espoirs déçus de Djamal Chaar, qui s'était immolé devant une agence Pôle emploi le 13 février 2013. Ils y donnent la parole, sous la forme fictionnelle, à ceux qui l'ont entouré dans sa longue descente aux enfers, mêlant ainsi l'empathie face à ce drame personnel à une critique d'une société du travail où le chômage devient la norme, insistant sur la déconnexion entre les solutions proposées et la réalité sociale.
Le 14 février 2016, la chaîne de télévision France Ô diffuse Le Grand Mariage, un documentaire qu'il a réalisé aux Comores, son pays d'origine, où il filme la cérémonie du grand mariage de ses parents. Le 18 octobre 2018, le film est présenté au Musée du quai Branly - Jacques Chirac
Proche de la réalisatrice Houda Benyamina, il participe notamment à ses ateliers d’initiation à l’image au sein de l'association 1000 Visages. En septembre 2016, Mehdi Meklat et Badroudine Saïd Abdallah sont président et vice-président de l’association. La réalisatrice définit les deux journalistes comme ses « alter ego » et les décrit comme des « génies ». En mai 2016, il monte les marches du Palais des festivals à Cannes avec toute l'équipe du film Divines de la réalisatrice.
Avec le journaliste Mouloud Achour, ainsi que son acolyte Mehdi Meklat, il est le cofondateur de la revue annuelle Téléramadan, dont le premier numéro est sorti le 6 juin 2016, et président des Éditions du Grand Remplacement, qui éditent la revue.
En février 2017, à la suite de l'affaire des tweets de Mehdi Meklat, deux tweets datant de 2011 à 2012 qui sont attribués à Badroudine Saïd Abdallah créent à leur tour la polémique. Il s'agit d'un tweet où l'on peut lire : « Sans les arabes nous n'aurions pas eu Mohamed Merah et Smaïn. RIP à eux », puis d'un autre, dans lequel il écrit : « Aïd Mabrouk à tous les moutons qui voteront Sarko l'année prochaine. Dommage, nous ne vous égorgerons pas[réf. nécessaire]. »
En 2018, il écrit une pièce de théâtre, Les Enfants de la réalité, avec Mehdi Meklat. Le rôle principal de la pièce revient à Élodie Bouchez. Une lecture mise-en-espace est programmée à la MC93 Bobigny en décembre 2018.
En 2019, Badroudine Saïd Abdallah et Mehdi Meklat réalisent leur troisième film documentaire, Demain le feu. Le 20 octobre 2019, ils le présentent en avant-première au festival international du film indépendant de Bordeaux (FIFIB). Le film se présente comme une traversée de la France, de Calais à Marseille, avec la voix-off de Gérard Depardieu.

## Publications et réalisations

### Romans
- Avec Mehdi Meklat, Burn out, éditions Seuil, 2015
- Avec Mehdi Meklat, Minute, éditions Seuil, 2017

### Courts métrages
- Le Commencement, Guillaume Tordjman, 2012
- Ghetto Child, Guillaume Tordjman, 2014

### Websérie
- Avec Mouloud Achour et Mehdi Meklat, Vie rapide, 2015

### Documentaires
- Avec Mehdi Meklat, Quand il a fallu partir[22], 2015
- Le Grand mariage[23], 2016
- Avec Mehdi Meklat, Demain le feu, 2019[20]